# Langues fur

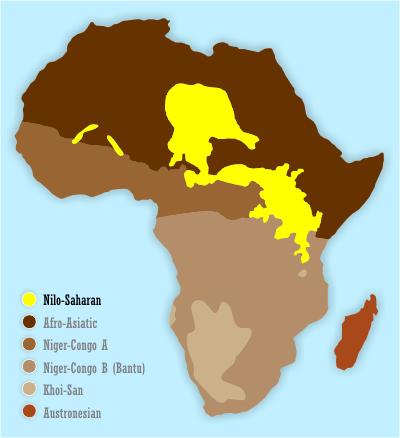
Répartition des langues nilo-sahariennes, en jaune sur la carte

Les langues fur sont un groupe de langues nilo-sahariennes, parlées dans les régions situées à la frontière du Tchad et du Soudan.

## Classification
Les langues fur sont un des groupes d'une branche des langues nilo-sahariennes.

## Liste des langues
Selon Wolf, les langues fur sont :
- le four
- le amdang

## Sources
- (fr) Bender, Lionel M., Nilo-Saharien, dans Les langues africaines, Bernd Heine et Derek Nurse (éditeurs), pp. 55-120, Paris, Karthala, 2004  (ISBN 2-84586-531-7)
- (fr) Wolf, Katharina. 2010. Une enquête sociolinguistique parmi les Amdang (Mimi) du Tchad: Rapport Technique. SIL International.